# Скорник, Эстель
Эсте́ль Ско́рник (фр. Estelle Skornik; 4 июля 1971, Париж, Франция) — французская актриса.

## Биография
Родилась в Париже в еврейской семье из Польши. У Эстель есть старшая сестра — Элен Скорник (род.1963), у которой, так как и у самой Эстель, есть трое детей.
В 1992—2011 годах сыграла в 28-ми фильмах и телесериалах, включая роль Ады в фильме «Из ада» (2001). Известна ролью Николь. Её театральный дебют состоялся с «Francis Huster Company».
С 1996 года замужем за актёром Лорентом Бисмутом. У супругов есть трое детей.

## Избранная фильмография
| Год  |   | Русское название                         | Оригинальное название | Роль         |
| ---- | - | ---------------------------------------- | --------------------- | ------------ |
| 1997 | ф | Маркиза                                  | Marquise              | Мари         |
| 1999 | ф | Лейтенант Хорнблауэр: Раки и лягушатники | Мариетта              |              |
| 2001 | ф | Из ада                                   | From Hell             | Рада         |
| 2011 | ф | Неприкасаемые                            | Les Lyonnais          | Лилу Суттель |